# 8652 Acacia
8652 Acacia è un asteroide della fascia principale. Scoperto nel 1990, presenta un'orbita caratterizzata da un semiasse maggiore pari a 2,4666853 UA e da un'eccentricità di 0,1698296, inclinata di 1,85248° rispetto all'eclittica.